# 6. šahovska olimpijada
6. šahovska olimpijada je potekala med 16. in 31. avgustom 1935 v varšavski Oficerskie Kasyno Garnizonowe (Poljska).
ZDA so osvojile prvo mesto, Švedska drugo in Poljska tretje.
Sodelovalo je 99 šahistov v 20 reprezentancah; odigrali so vseh 760 načrtovanih partij.

## Udeleženci
- Anglija (William Winter, George Alan Thomas,...)
- Argentina (Jacobo Bolbochán, Isaías Pleci, Carlos Maderna,...)
- Avstrija (Erich Eliskases, Rudolf Spielmann,...)
- Češkoslovaška (Salomon Flohr, Jiří Pelikán, Karel Treybal,...)
- Danska (Erik Andersen,...)
- Estonija (Paul Keres, Gunnar Friedemann,...)
- Finska (Eero Böök, Ilmari Solin,...)
- Francija (Aleksander Aleksandrovič Aljehin, André Muffang,...)
- Madžarska (Andor Lilienthal, Kornél Havasi, Lajos Steiner,...)
- Irska (Brian Patrick Reilly, Austin De Burca,...)
- Palestina (Heinz Foerder, Moshe Czerniak,...)
- Italija (Mario Monticelli,...)
- Jugoslavija (Milan Vidmar, Vasja Pirc, Borislav Kostić, Petar Trifunović, Imre König)
- Latvija (Vladimirs Petrovs, Fricis Apšenieks,...)
- Litva (Vladas Mikenas, Isakas Vistaneckis, Markas Luckis,...)
- Poljska (Ksawery Tartakower, Paulin Frydman, Mieczysław Najdorf, Henryk Friedman, Kazimierz Makarczyk)
- Romunija (...)
- Švedska (Gideon Ståhlberg, Gösta Stoltz, Gösta Danielsson,...)
- Švica (Henri Grob,...)
- ZDA (Reuben Fine, Frank Marshall, Abraham Kupchik, Arthur William Dake, Israel Albert Horowitz)